# Fejérváry Miklós (katona)
Fejérváry Miklós ifjú (angolul: Nicholas Jr. Fejérváry) (Pest, 1844 — Davenport, Iowa, USA, 1863. március 13.) magyar nemes ifjú, az amerikai polgárháború hősi halottja az északiak oldalán.

## Élete és családja
Ifj. Fejérváry Miklós a komlóskeresztesi Fejérváry családból származott, családja 1558-ban kapta a nemességet. Apja, Fejérváry Miklós (1811-1895) 1843-ban lett Hont vármegye követe, 1848-ban kormánybiztos, anyja horgosi Kárász Karolina. A magyar szabadságharc bukása után a családfő pénzzé tette vagyonát és családjával együtt emigrált, előbb Brüsszelben állapodtak meg, innen már az 1850-es évek elején tovább mentek Amerikába és Davenport városban (Iowa) telepedtek le, itt az apa jó üzletemberré vált. A házaspár 17 éves fia, ifj. Fejérváry Miklós 1861-ben, az amerikai polgárháború kezdetén rögtön önkéntes harcosnak állt be, s a legelső harcok egyikében súlyosan megsebesült, hazaszállították Davenportba, a szülők otthonába, ahol 1863 március 13-án hunyt el. Szülei az Oakdalei temetőben létesített családi kriptában helyezték örök nyugalomra.
Ifj. Fejérváry Miklós apja vagyonának jelentős részét Davenport városára hagyta. Ifj. Fejérváry Miklós egyetlen nővére, Fejérváry Celesztina 1900 körül visszament Magyarországra, itt az első világháborúban Mezőberényben 80 ágyas hadi kórházat tartott fenn saját költségén. Mezőberényben halt meg 89 éves korában, 1937. november 4-én.